# Walter Süß (Historiker)
Walter Süß (* 1947) ist ein deutscher Historiker und Politikwissenschaftler. Schwerpunkte seiner Arbeit bilden die Geschichte der DDR und des Ministeriums für Staatssicherheit.

## Leben und Werk
Walter Süß studierte Politikwissenschaften, Soziologie und osteuropäische Geschichte. 1973 schloss er das Studium als Diplom-Politologe ab. 1979 promovierte er an der FU Berlin zum Dr. phil., seine Dissertation hatte die Betriebsorganisation in der UdSSR zwischen Oktoberrevolution und Zwangskollektivierung zum Thema. Danach arbeitete er als wissenschaftlicher Mitarbeiter in Forschungsprojekten zur Geschichte des sowjetischen Stalinismus am Osteuropa-Institut und zur vergleichenden Kommunismusforschung am Zentralinstitut für sozialwissenschaftliche Forschung an der FU Berlin. Ab 1992 war Süß wissenschaftlicher Referent beim Bundesbeauftragten für die Stasi-Unterlagen (BStU), wo er bis zu seiner Verrentung als Fachbereichsleiter in der Abteilung Bildung und Forschung wirkte.

## Veröffentlichungen (Auswahl)
- Staatssicherheit und KSZE-Prozess, mit Douglas Selvage. Vandenhoeck & Ruprecht, Göttingen 2019, ISBN 978-3-525-31069-4.
- Das MfS-Lexikon. Begriffe, Personen und Strukturen der Staatssicherheit der DDR, mit Roger Engelmann, Daniela Münkel, Bernd Florath, Helge Heidemeyer, Arno Polzin. Ch. Links Verlag, Berlin 2011 ff., ISBN 978-3-86153-627-7 (Online-Version).
- Militär und Staatssicherheit im Sicherheitskonzept der Warschauer-Pakt-Staaten, mit Torsten Diedrich. Ch. Links Verlag, Berlin 2010, ISBN 978-3-86153-610-9.
- Staatssicherheit am Ende. Warum es den Mächtigen nicht gelang, 1989 eine Revolution zu verhindern. Ch. Links Verlag, Berlin 1999, ISBN 978-3-86153-181-4.
- Staatspartei und Staatssicherheit. Zum Verhältnis von SED und MfS, mit Siegfried Suckut. Ch. Links Verlag, Berlin 1997, ISBN 978-3-86153-131-9.